# بيزو بوليفي
البيزو البوليفيانو (رمز ISO 4217) عملة بوليفيا من 1 يناير 1963 حتى 31 ديسمبر 1986. استبدل بالبوليفيانو. قُسم إلى 100 سنتافو. كان معدل التحويل 1،000،000 بيزو بوليفيانو إلى 1 بوليفيانو. "$b." كان رمز العملة للبيزو البوليفيانو.

## تاريخ
في 15 ديسمبر 1959، قدمت بوليفيا برنامجًا شاملاً لتحقيق الاستقرار الاقتصادي، الذي ألغى معظم القيود النقدية على البوليفيانو، الذي عانى بشدة من التضخم. واعتمد البرنامج سعر صرف متقلبا استقر أخيرا في عام 1962 عند 11875 بوليفيانو مقابل الدولار الأمريكي.
اعتمد إصلاح العملة في الأول من يناير 1963 البيزو البوليفيانو، الذي يعادل 1000 بوليفيانو، بسعر صرف مركزي أولي قدره 11.875 لكل 1 دولار أمريكي. لكن التضخم سرعان ما عاد وخُفضت قيمة البيزو البوليفيانو بنسبة 39.4% في 27 أكتوبر 1972، مع سعر رسمي جديد قدره 20.00 مقابل 1 دولار أمريكي . حافظ على هذا المعدل حتى 30 نوفمبر 1979، عندما وضع البيزو البوليفيانو على تعويم متحكم فيه، في البداية عند 25.00 . تسارع التضخم. خفض السعر الرسمي في 5 فبراير 1982 إلى 44 جنيهًا إسترلينيًا مقابل 1 دولار أمريكي . بلغ متوسط سعر الصرف 64.12 عام 1982، 229.78 عام 1983، و 2314 عام 1984. بحلول سبتمبر/أيلول 1985، أصبح سعر الدولار الأمريكي مليون بيزو بوليفيانو في السوق السوداء. أعلن الرئيس باز استنسورو عن سعر صرف حر للبيزو، وتعويمه في 29 أغسطس 1985، مما أدى إلى انخفاض قيمة العملة بنسبة 95٪. رفعت كافة ضوابط الصرف وحدد سعر الصرف مرتين أسبوعيا حسب العرض والطلب. كان المعروض من البيزو البوليفي في الاقتصاد لا يزال يتوسع، ونتيجة لذلك استمرت قيمته في الانخفاض، وبحلول يناير 1986 كانت الحكومة تحدد سعر صرف جديد يوميًا في محاولة لتعزيز الثقة في الاقتصاد. بعد الوصول إلى أدنى مستوى له عند حوالي 2.2 1 دولار أمريكي، تحسن البيزو واستقر عند مستوى 1.8–1.9 لكل دولار.
أُنشأت وحدة نقدية جديدة، البوليفيانو، بموجب القانون رقم 901 الصادر في 28 نوفمبر 1986، وأُعلن عن إصلاح العملة في 30 ديسمبر 1986، ودخل حيز التنفيذ في 1 يناير 1987. هذا البوليفيانو الجديد حل محل البيزو البوليفيانو. 1 بوليفيانو = 1,000,000 بيزو بوليفيانو.

## عملات معدنية
قُدمت العملة الإصلاحية في عام 1965 في فئات 5، 10، 20، و50 سنتافو. طرحت عملة معدنية بقيمة 1 بيزو بوليفيانو في عام 1968، وعملة معدنية بقيمة 25 سنتافو في عام 1971، وعملة معدنية بقيمة 5 بيزو بوليفيانو في عام 1976. سكت آخر العملات المعدنية المقومة بالبيزو البوليفيانو في عام 1980.
(أرقام KM من الكتالوج القياسي للعملات العالمية)
- الفولاذ المغطى بالنحاس:
  - 01 كم#187| 5ج (1965، 1970)
  - 02 كم#188| 10ج (1965، 1967، 1969، 1971، 1972، 1973)
- الفولاذ المغطى بالنيكل:
  - 03 كم#189| 20ج (1965، 1967، 1970، 1971، 1973)
  - 06 كم#193| 25c (1971، 1972)
  - 04 كم#190| 50 سنتًا، 24 ، 4.000 (1965، 1967، 1972، 1973، 1974، 1975، 1980)
  - 05 كم#192| ب.1، 27 ، 6.000 (1968، 1969، 1970، 1972، 1973، 1974، 1978، 1980)
  - 07 كم #197| ب.5، 30 ، 8.500 (1976، 1978، 1980)

## ورق

### ملخص
صدرت الأوراق النقدية المقومة بالبيزو البوليفيانو في عام 1963 في فئات 1، 5، 10، 20، 50، و100. لفترة من الزمن، ظهرت القيمة النقدية للعملة البوليفيانو القديمة على ظهر الأوراق النقدية. اضيف 500 إلى السلسلة في عام 1981 و 1000 في عام 1982.
في عام 1982، صدرت فئة 100 دولار في نسخة مبسطة، بدون خيط أمان ومع طباعة حجرية على الظهر بدلاً من نقشها. وبسبب الخوف من أن تكون هذه الأوراق النقدية ذات الجودة الرديئة مزورة، تجنب الناس استخدامها إلى حد أن بنك بانكو سنترال عاد بعد بضعة أشهر إلى إصدار النوع القديم من الأوراق النقدية فئة 100.
ومع تزايد التضخم، قدم البنك المركزي شيكات الإدارة (الشيكات المصرفية، الشيكات المعتمدة، والحوالات المصرفية) بقيمة 5000 و10000 بيزو بوليفيانو في عام 1982.
بحلول صيف عام 1983 لم تعد الأوراق النقدية من فئة 1، 5، و20 بيزو بوليفيانو متداولة، والتي كانت تتألف من أوراق نقدية من فئة 10، 50، 100، 500، و1000 بيزو بوليفيانو. ظهرت فئات 5000 و 10000 بعد فترة من الوقت.
أدى التضخم المفرط إلى عدم كفاية الوقت لتوفير الأوراق النقدية العادية، وشهد عامي 1984 و1985 إصدار البنك المركزي لشيكات الإدارة الأكثر بساطة بقيمة 20 ألف، 50 ألف، 100 ألف، 500 ألف، مليون، 5 ملايين، و10 ملايين بيزو بوليفيانو (طبعت بواسطة أربع طابعات مختلفة). ظهرت أيضًا أوراق نقدية عادية بقيمة 50 ألف و100 ألف بيزو في التداول، حيث أن هذه الأوراق النقدية لها تصميم مشابه لأوراق النقد من فئة 5 بيزو و1 بيزو على التوالي.
بحلول ربيع عام 1986، تتألف العملة المتداولة فعلياً من شيكات إدارة تتراوح قيمتها بين 100 ألف و10 ملايين بيزو بوليفيانو وأوراق نقدية من فئة "منخفضة" تتراوح بين 50 ألف و100 ألف بيزو بوليفيانو.

### الأوراق النقدية
(أرقام P من الكتالوج القياسي للعملات الورقية العالمية) إصدار 1963 (اعتمد في 13 يوليو 1962)، مطبوع بواسطة توماس دي لا رو؛ بدون علامة مائية؛ خيط أمان شفاف مع طباعة متدرجة مستمرة "BOLIVIA" باللون الأسود (النوع 1). فئة الورقة النقدية على الوجه بالبيزو البوليفيانو وعلى الظهر بالبوليفيانو القديم:
- 01 P-152| $b.1 (أسود) Campesino (فلاح)
- 02 ف-153| $b.5 (أزرق) جوالبرتو فيلارويل
- 03 ف-154| $b.10 (أخضر) جيرمان بوش
- 04 P-155| $b.20 (أرجواني) بيدرو دومينغو موريلو
- 05 ف-156| $b.50 (برتقالي) أنطونيو خوسيه دي سوكري
- 06 ف-157| $b.100 (أحمر) سيمون بوليفار

عدلت هذه الأوراق النقدية عن طريق إزالة فئة البوليفيانو القديمة من الظهر:
- 01A P-158| $b.1
- 04A P-161| ب.20
- 05A P-162| ب.50 دولارًا
- 06A P-163| ب.100

فئات جديدة من عام 1981 إلى عام 1982: فئة 500 دولار أمريكي معتمدة في الأول من يونيو عام 1981؛ وفئة 1000 دولار أمريكي، في 25 يونيو عام 1982: مطبوعة بواسطة شركة American Bank Note Company؛ علامة مائية على شكل صورة؛ خيط أمان شفاف مع طباعة دقيقة لكلمة "BCB" بشكل مستمر باللون الأسود (النوع 2):
- 07 ص-155| ب. 500 (أخضر) إدواردو أفاروا

طُبع بواسطة توماس دي لا رو؛ علامة مائية للصورة؛ خيط أمان من النوع 1:
- 07A P-156| ب.500 دولار
- 08 ف-157| 1000 دولار (أسود) خوانا أزوردوي دي باديلا

إصدار مبسط عام 1982، مطبوع بواسطة توماس دي لا رو؛ طباعة حجرية خلفية؛ بدون علامة مائية، بدون خيط:
- 06B P-164a| $b.100 (أحمر)

1983 العودة إلى ميزات الأمان المألوفة، مطبوع بواسطة توماس دي لا رو؛ منقوش على الظهر؛ بدون علامة مائية، خيط أمان معدني صلب
- 06C P-164A| ب.100

فئات نقدية جديدة لعام 1984، معتمدة في 2 فبراير 1984: مطبوعة بواسطة Bundesdruckerei؛ علامة مائية شخصية؛ خيط أمان شفاف مع طباعة مجهرية مستمرة لـ "BANCO CENTRAL DE BOLIVIA" باللون الأسود (النوع 3):
- 11 ص - 168| 5000 دولار أمريكي (بني) José Ballivián y Segurola

طُبع بواسطة توماس دي لا رو؛ علامة مائية للصورة؛ خيط أمان من النوع 3:
- 12 ص - 169| 10.000 دولار أمريكي (بنفسجي) أندريس دي سانتا كروز

مطبوع بواسطة توماس دي لا رو؛ بدون علامة مائية؛ بدون خيط أمان؛ تصميمات 5 و1 لعام 1962 مع فئة معدلة وألوان متغيرة:
- 18 ف-170| $b.50,000 (أخضر) جوالبرتو فيلارويل
- 19 ص - 171| $100,000 (بني بنفسجي) كامبيسينو (فلاح)

### الشيكات المصرفية
(أرقام P من الكتالوج القياسي للعملات الورقية العالمية)
إصدار عام 1982 مُصرَّح به بموجب "المرسوم الأعلى رقم 19078 الصادر في 28 يوليو 1982"؛ بنمط شيكات، كلاهما باللون الأسود على لون أرجواني.
- 09 ص-172| ب.5000
- 10 ص-173| 10000

من الواضح أن الشيكات الإدارية المنتظمة استخدمت في الخدمة بدافع الضرورة في عام 1984 في سانتا كروز (بتاريخ 6 يونيو أو 7 يونيو؛ P-176 50000 و P-178 1000000) وفي لاباز (بتاريخ 4 يونيو أو 18 يونيو؛ P-180 100000، و P-181 500000، و P-182 1000000 ). وتتطلب ظروف استخدامها مزيدا من التوضيح.
إصدار عام 1984 مُصرّح به بموجب "المرسوم الأعلى رقم ،20272, 5 يونيو 1984": طُبعت بواسطة شركة جيفريز للأوراق النقدية، بدون تاريخ، وبشرط صلاحية لمدة 90 يومًا؛ تصميم شائع لعطارد في دائرة أعلى اليسار، جميعها باللونين البني والوردي.
- 13 ص-183| 10000
- 14 ص-184| 20000
- 15 ص-185| 50000

طُبع بواسطة كاسا دا مويدا (البرازيل)، بتاريخ 21 ديسمبر، مع بند صلاحية لمدة 90 يومًا:
- 16 ص-188| 100000 (أحمر-بني وأزرق-أخضر)

طبعت بواسطة شركة جيفريز للأوراق النقدية، بتاريخ 20 يونيو، بدون شرط صحة:
- 13A P-186| 10000 (أزرق، وردي، وأصفر)
- 14A P-187| 20000 (أخضر ووردي)

طُبعت بواسطة Casa da Moeda (البرازيل)، لا يوجد شرط صحة:
- 17 ص-189| 500000 (أخضر ووردي)

1985 الانبعاثات المرخصة بموجب "المرسوم الأعلى رقم 20732 الصادر في 8 مارس 1985": طبعته كازا دا مويدا (البرازيل)، تصميم ميركوري:
- 20 P-190| 1000000 (أزرق وأصفر)
- 26 P-192A| 5000000 (بني-برتقالي وأحمر)
- 27 P-192B| 10000000 (كستنائي وأزرق رمادي)

طبعت بواسطة Giesecke & Devrient (ألمانيا)، تصميم Mercury:
- 21 ص-191| 5000000 (بني-برتقالي وأحمر)
- 22 ص-192| 10000000 (وردي، أزرق، وبني فاتح)

طبعت بواسطة كاسا دي مونيدا (الأرجنتين)، النمط الهندسي:
- 25 P-192C| 1000000 (أزرق...)
- 23 ص-193| 5000000 (بني...)
- 24 ص-194| 10000000 (أرجواني...)